# Trzej towarzysze
Trzej towarzysze (niem. Drei Kameraden) – powieść Ericha Marii Remarque’a, wydana w 1937 roku, opisująca życie w Berlinie w roku 1928 trzech niemieckich weteranów I wojny światowej. Na podstawie książki rok później wytwórnia MGM wyprodukowała film Three Comrades w reżyserii Franka Borzage.

## Fabuła
Powieść o pięknej i głębokiej prawdziwej męskiej przyjaźni, rozgrywająca się w latach dwudziestych w Niemczech. Lohkamp, Lenz i Koster należą do straconego pokolenia – pokolenia tych, którzy w poczuciu bezsensu wojny powrócili z frontu i nie umieli już ułożyć sobie życia. Trwają bez celu, bez złudzeń co do przyszłości i nawet gdy jeden z nich się zakocha, wszystko zakończy się tak, jakby życie w istocie nie miało już sensu. Tymczasem znów czuć nadciągające zło – po niemieckich miastach już krążą nazistowskie bojówki.